# Oecanthinae
Sous-famille
Les Oecanthinae sont une sous-famille d'insectes orthoptères de la famille des grillidés.

## Liste des tribus et genres
Selon Orthoptera Species File (25 mai 2014) :
- Oecanthini Blanchard, 1845
  - Oecanthodes Toms & Otte, 1988
  - Oecanthus Serville, 1831
  - Viphyus Otte, 1988
- Xabeini Vickery & Kevan, 1983 - synonyme : Xabeinae Vickery & Kevan, 1983
  - groupe Prognathogryllus Zimmerman, 1948 (nom temporaire)
  - groupe Xabea Vickery & Kevan, 1983 (nom temporaire)
- tribu indéterminée
  - Paraphasius Chopard, 1927

## Référence
- Blanchard, 1845 : Histoire des Insectes, leurs mœurs, leurs métamorphoses et leur classification ou traité élémentaire d'entomologie. Paris, Vol. 2, p. 1-524.